# 天使の家
『天使の家』（てんしのいえ、La casa del ángel）は1957年のアルゼンチンの映画。監督はレオポルド・トーレ・ニルソン、出演はエルサ・ダニエルとラウタロ・ムルアなど。1920年代のアルゼンチンを舞台に、純真な少女アナ（ダニエル）の恋心と、それに接した男（ムルア）の無情さを描いたドラマ映画。1957年にアルゼンチン国立映画視聴覚研究所の最優秀監督賞を受賞した。

## キャスト
- アナ - エルザ・ダニエル
- パブロ - ラウタロ・ムルア
- ビセンタ - バルバラ・ムヒカ
- アナの父 - ギジェルモ・バッタグリア
- ナナ - ホルダナ・ファイン
- アナの母 - ベルタ・オルテゴサ